# Togny-aux-Boeufs
Togny-aux-Boeufs är en kommun i departementet Marne i regionen Grand Est (tidigare regionen Champagne-Ardenne) i nordöstra Frankrike. Kommunen ligger i kantonen Écury-sur-Coole som tillhör arrondissementet Châlons-en-Champagne. År 2022 hade Togny-aux-Boeufs 138 invånare.

## Befolkningsutveckling
Antalet invånare i kommunen Togny-aux-Boeufs
| Referens: INSEE |